# Guallipén
O Guallipén (do mapudungun waillepeñ, "ovelha bezerro" ou "O sentinela"), também conhecido como Waillepén, Huallepén, Huallepenyú ou Huaillepenyí, é uma criatura maligna pertencente à religião mapuche.
O Guallipén é um ser mitológico com corpo de ovelha, com uma cabeça de bezerro, com patas torcidas, e feia pelagem.

## Lenda
A lenda diz que é um animal anfibio que viveria junto à orla dos rios, lagos, ou junto ao mar. Em terra seria inofensivo, mas na água seria muito perigoso, já que se tornaria forte e esquivo, e não teria temor de nada, atacando com grande ferocidade a todo animal ou ser humano que estivesse na água.
A origem do guallipén seria o cruzamento de uma ovelha com um bezerro malformado, que teria as patas torcidas. O Guallipén seria um animal muito feio e considerado de "mau agüero" (má sorte), já que diz-se que ele cruza com as fêmeas do gado, tendo como consequência a produção de todas as anomalias e deformidades que se observam em algumas das crias do gado. Mas especialmente é temido porque se acredita que tem influências maléficas sobre as mulheres grávidas que o vêem repentinamente ou que escutam sua berrido; já que este facto causaria deformações em seus futuros filhos, ou deixaria estéreis a estas mulheres. Este poder maléfico também tê-lo-iam inclusive os animais malformados filhos do Guallipén. Do mesmo modo, se as mães jovens têm sonhos com esta criaturas em três noites consecutivas, seu futuro filho também teria o mesmo destino. Assim, se um menino ou animal nascia com má-formação, seu aparência era atribuída à influência do mítico Guallipén.